# Feuilles d'automne
Pour plus de détails, voir Fiche technique et Distribution.
Feuilles d'automne (Autumn Leaves) est un film américain réalisé par Robert Aldrich, sorti en 1956.

## Synopsis
Millicent Wetherby, quarante ans, a passé toute sa vie à s'occuper de son père. Elle fait alors la rencontre de Burt Hanson, dont elle tombe amoureuse. Celui-ci désire l'épouser mais Millicent apprend qu'il a déjà été marié. Burt lui raconte son passé: sa femme le trompait avec son père…

## Fiche technique
- Titre original : Autumn Leaves
- Titre français : Feuilles d'automne
- Réalisation : Robert Aldrich
- Scénario : Jean Rouverol[1], Hugo Butler[1], Lewis Meltzer et Robert Blees
- Direction artistique : William Glasgow
- Photographie : Charles Lang
- Montage : Michael Luciano
- Musique : Hans J. Salter
- Décors : Eli Benneche
- Costumes : Jean Louis
- Production : William Goetz
- Sociétés de production : Columbia Pictures et William Goetz Productions
- Société de distribution :  Columbia Pictures
- Pays de production :  États-Unis
- Format : Noir et blanc - Son : Mono
- Genre : Drame
- Durée : 107 minutes
- Dates de sortie : 
  - RFA : juin 1956 (Festival de Berlin)
  - États-Unis : 1er août 1956

## Distribution
- Joan Crawford : Millicent Wetherby
- Cliff Robertson : Burt Hanson
- Vera Miles : Virginia Hanson
- Lorne Greene : M. Hanson
- Ruth Donnelly : Liz Eckhart
- Shepperd Strudwick : Dr Malcolm Couzzens
- Selmer Jackson : M. Wetherby
- Maxine Cooper : Nurse Evans
- Marjorie Bennett : Waitress
- Frank Gerstle : M. Ramsey
- Leonard Mudie : Colonel Hillyer
- Maurice Manson : D. Masterson
- Bob Hopkins[2] : Desk clerk

## Accueil
Ces critiques sont tirées de la revue de presse faite par la Cinémathèque Française à l'occasion de la rétrospective Aldrich (26 août au 5 octobre 2009)
- "Il fallait tout le talent de Robert Aldrich pour sauver du ridicule cette histoire plus passionnée que passionnante d'une sentimentalité délirante et qui, par son excès même, parvient à rendre une sonorité authentique et par instants déchirante (…). La mise en scène ne souffre pas de l'économie de moyens et l'intérêt ne faiblit point, grâce à l'excellente construction du scénario."
François Truffaut, Arts, 19 juin 1956
- "Ce qu'il convient essentiellement d'admirer ici, c'est la précision de la direction d'acteurs, sa force et sa tranquille assurance. Joan Crawford, écorchée vive, paroxystique comme jamais, caressant Cliff Robertson poussin fragile et malicieux, voilà qui justifie assez le déplacement."
François Truffaut, Arts, 21 novembre 1956
- "Robert Aldrich a renoncé cette fois à sa virtuosité habituelle de mise en scène pour photographier d'ailleurs habilement d'interminables scènes de dialogues, et de discours psychanalytiques. O, Freud, que de crimes le cinéma commet en ton nom !"
France Roche, France Soir, 17 novembre 1956
- "Accablé par la stupidité de son scénario, Aldrich s'incline après un vain baroud d'honneur. Il nous offre quelques plans magnifiques, puis c'est la débandade. Un Waterloo où Freud tiendrait la place de Blücher."
Jean de Baroncelli, Le Monde, 28 avril 1956